# Kaci Tizi Ouzou
Pour les articles homonymes, voir Kaci.
Kaci Tizi Ouzou, né Hamid Lourari en 1931 à Beni Ourtilane et mort le 19 novembre 2014 à l'âge de 83 ans à Alger, est un comédien algérien.

## Biographie
Kaci Tizi Ouzou, né Hamid Lourari en 1931 à Beni Ourtilane et mort le 19 novembre 2014 à l'âge de 83 ans à Alger, est un comédien, humoriste et chanteur algérien.
Hamid "Kaci Tizi Ouzou" Lourari intègre la troupe de Bey Rédha à l'âge de 14 ans et commence par faire des figurations sur les planches dès 1948 avant de partir en tournée nationale entre 1950 et 1954. Pendant la guerre de Libération nationale algérienne, Hamid Lourari rejoint la cause nationale et part en France où il est arrêté à plusieurs reprises, pour détention d'armes ou pour avoir abrité des réunions de militants, avant d'être libéré en 1961 et rentrer en Algérie. Au lendemain de l'indépendance, il rejoint la Radio Chaîne II où il anime ses premières émissions, basées sur des sketches et des chansons, avec Mohamed Hilmi. En 1968, Hamid Lourari rencontre son acolyte Ahmed Kadri, alias «Krikèche», qu'il accompagnera sur les planches du théâtre et à la télévision sous le nom de scène "Kaci Tizi Ouzou", il formera également un duo avec Hassan El Hassani.
Figure populaire avec plus de 30 ans passés à la radio, une carrière riche de plus de 6000 émissions radiophoniques empreintes de satire et de dérision, de multiples apparitions au cinéma, à la télévision et une longue carrière sur les planches du théâtre, Kaci Tizi Ouzou publie, én 2006, aux éditions Anep ses mémoires intitulés "Ammi Kaci ou les mémoires de Kaci Tizi Ouzou".
Hamid Lourari "Kaci Tizi Ouzou" décède le  mercredi 19 novembre 2014, après un long combat contre la maladie à l'âge de 83 ans.

## Filmographie
- 2006 : Gourbi Palace
- 2004 : Morituri
- 1980 : Premier Pas (Al-Khutwat Al-Ula)
- 1978 : Echebka
- 1974 : L'Évasion de Hassan Terro
- 1965 : La Nuit À Peur Du Soleil